# Patrick van Kerckhoven
DJ Ruffneck (pravo ime Patrick van Kerckhoven) je nizozemski hardcore/gabber i darkcore producent i DJ rođen u Dordrechtu, Nizozemska. Djelatan od 1985., Kerckhoven je također surađivao s raznim diskografskim kućama. 1990., on i Jayant Edoo su osnovali diskografsku kuću 80 Aum Records. Kada je 80 Aum Records zatvoren 1995., Kerckhoven je osnovao vlastitu diskografsku kuću Ruffneck Records te podizdavačke kuće Ruff Intelligenze i Ruffex. Poslije nesuglasica s glavnom izdavačkom kućom XSV Music, Kerckhoven osniva Gangsta Audiovisuals i podizdavačku kuću Supreme Intelligence koje zatvara 2001. te tako seli sve izvođače u Enzyme Records.
Pod nadimkom Juggernaut, objavio je pjesmu "Ruffneck Rules Da Artcore Scene!!!" (pritom preuzevši melodiju iz pjesme "In The Hall Of The Mountain King"), čime je završio 1997. na 8. mjestu nizozemske glazbene ljestvice "Dutch top 40".

## Vanjske poveznice
- Discogs diskografija
- DJ Ruffneck na MySpaceu
- Životopis u Nationaal Pop Instituutu[neaktivna poveznica]
- Patrick van Kerckhoven u Cardiac Music BV-u  Arhivirana inačica izvorne stranice od 27. listopada 2010. (Wayback Machine)